# 廟台子駅
廟台子駅（びょうたいしえき）とは、中華人民共和国黒竜江省ハルビン市松北区に位置する浜洲線、江北線の駅。

## 歴史
- 1899年　開業。

## 隣の駅
中華人民共和国鉄道部
浜洲線
ハルビン駅 - 廟台子駅 - ハルビン北駅
江北線
廟台子駅 - 西廟台子駅
座標: 北緯45度49分59秒 東経126度33分54秒 / 北緯45.832969度 東経126.565024度